# Vertrag von Doaksville
Der Vertrag von Doaksville war eine am 17. Januar 1837 zwischen Choctaw und der Chickasaw geschlossene Vereinbarung. Der auf Druck der Vereinigten Staaten von Amerika geschlossene Vertrag erlaubte den Chickasaw sich im Siedlungsgebiet der Choctaw im Südwesten des Indianer-Territoriums im heutigen Oklahoma niederzulassen und dafür auf einen eigenständigen Stammesrat zu verzichten.

## Vorgeschichte
Nach einer Reihe von Landabtretungsverträgen, die zwischen den Chickasaw und den Vereinigten Staaten nach dem Erlass des Indian Removal Act (engl. für Indianerumsiedlungsgesetz) geschlossen wurden, wurde die endgültige Umsiedlung 1832 im Vertrag von Pontotoc festgelegt. Eine Klausel erlaubte den Chickasaw ihre neuen Siedlungsgebiete selbst zu wählen. Die Chickasaw schickten mehrere Expeditionen in das Indianer-Territorium um geeignetes Land zu finden. Nach mehreren Expeditionen in den Jahren zwischen 1832 und 1837 erhöhte die Regierung den Druck auf die Chickasaw sich mit den Choctaw zu einigen, in deren von der Regierung zugeteilten Siedlungsgebiet ein geeignetes Gebiet für die Chickasaw lag.

## Vereinbarungen
Die Verhandlungen zwischen den Chickasaw und den Choctaw scheiterten mehrfach. Auf Druck der US-Regierung, die versuchte die Umsiedlung zu beschleunigen, schlossen die Chickasaw und die Choctaw trotz ihrer gespannten Beziehungen einen Vertrag. In der am 17. Januar 1837 unterschriebenen Vereinbarung erhielten die Chickasaw gegen Zahlung von 530.000 Dollar das Recht, im Westen des Choctaw-Gebietes, dem heutigen Südwesten Oklahomas, zu siedeln. Ursprünglich wollten die Chickasaw das Land kaufen, um dort ihre Gesellschaft wieder zu errichten. Die Choctaw lehnten den Verkauf ihrer Gebiete jedoch ab. Die Chickasaw erhielten das Gebiet nur als Leihgabe, zusätzlich wurde ihnen die Vertretung ihrer Interessen im Rat der Choctaw gestattet.

## Folgen
Der Vertrag hatte den Zerfall der Chickasawgesellschaft nach ihrer Umsiedlung zur Folge. Sie hatten im Rat der Choctaw nur das Recht der Anwesenheit, jedoch keine eigene Stimme zur Vertretung ihrer Interessen. Die Chickasaw verloren in der Folge ihre eigenständige Identität und ging in der Gesellschaft der Choctaw auf. Erst im Jahre 1854 und nach Zahlung weiterer Summen an die Choctaw gelang es den Chickasaw, sich wieder eine eigene Verfassung zu geben und ihre Souveränität wieder aufzubauen.